# حوت أزرق
الحُوت الأزْرَق أو المَنَارَة أو الهِرْكُول الأزرق (الإسم العلمي: Balaenoptera musculus) هو حيوان ثديي بحري ينتمي إلى تحت رتبة الحيتان البالينية، وبسبب طوله البالغ 30 متراً (98 قدماً) ووزنه البالغ 170 طناً أو أكثر، فإنه يُعد أكبر الحيوانات المعروفة على الإطلاق.
جسم الحوت الأزرق طويل ونحيل، وهو ملوّن بعدة ألوان متدرجة، فهو رمادي مزرقّ عند الظهر وأفتح لوناً في الجانب السفلي. للحوت الأزرق خمس سلالات مختلفة هي: ب. م. مَسكيولَس (B. m. musculus) ويعيش في شمال المحيط الأطلسي وشمال المحيط الهادئ، وب. م. إنترميديا (B. m. intermedia) ويعيش في المحيط المتجمد الجنوبي، وب. م. بريفيكودا (B. m. brevicauda) المعروف أيضاً باسم الحوت الأزرق القزم، ويعيش في المحيط الهندي وجنوب المحيط الهادئ، وحوت أزرق شمالي المحيط الهندي ب. م. إينديكا (B. m. indica) الذي يعيش في شمال المحيط الهندي ، والحوت الأزرق التشيلي ب. م. تشيلنسيس (B. m. chilensis) ، والذي تم تسميته علمياً في العام 2020 ، ويعيش قبالة سواحل تشيلي وجنوب شرق المحيط الهادي. يتألف غذاء الحيتان الزرقاء كغيرها من الحيتان البالينية بشكل حصري تقريباً من القشريات الصغيرة المعروفة باسم الإيفوزيات.
كانت الحيتان الزرقاء وفيرة في كل محيطات الأرض تقريباً حتى بداية القرن العشرين، إذ كان صيادو الحيتان يصيدونها لأكثر من قرن من الزمن حتى صارت على وشك الإنقراض، ولكن المجتمع الدولي قام بحمايتها سنة 1966 مما أدى إلى تحسن أوضاعها، وقد قدّر تقرير صدر عام 2002 عدد الحيتان الزرقاء بما يقارب 5,000 إلى 12,000 حوت أزرق في جميع أنحاء العالم، وتوجد في خمس مجموعات على الأقل، وأشار تقرير أحدث أُجري على سلالة الحيتان القزمة إلى أن ذلك التقدير قد يكون أقل من الواقع، وأما القائمة الحمراء للأنواع المهددة بالانقراض فإنها تصنف الحوت الأزرق ضمن الحيوانات المهددة بالانقراض. كان أكبر تجمع للحيتان الزرقاء قبل عمليات صيد الحيتان في المنطقة القطبية الجنوبية، إذ بلغ عددها قرابة 239,000 حوت (من 202,000 إلى 311,000 حوت)، إلا أنه لم يتبق هناك إلا مجموعات أصغر من تلك بكثير تتكون كل مجموعة من ألفي حوت تقريباً، وتوجد في كل من شمال شرقي المحيط الهادئ والقارة القطبية الجنوبية والمحيط الهندي، وهناك مجموعتان أيضاً في شمال المحيط الأطلسي، ومجموعتان على الأقل في نصف الأرض الجنوبي.

## التصنيف
تُصنَّف الحيتان الزرقاء ضمن فصيلة الركوليات (Balaenopteridae)، وهي الفصيلة التي تضم الحيتان السنامية، والحيتان الزعنفية، وحيتان بريدي، وحيتان ساي، وحيتان المنك. ويعتقد العلماء المؤيدون لنظرية التطور أن فصيلة الركوليات قد تطورت من تحت رتبة الحيتان البالينية قبل فترة طويلة تعود إلى عصر الأوليجوسين الأوسط، ولكنهم لم يعرفوا متى انفصلت أنواع هذه الفصيلة عن بعضها البعض.
يُصنَّف الحوت الأزرق عادة على أنه نوع من الأنواع الثمانية التابعة لجنس الهركوليات، وهناك دراسة تصنفه ضمن جنس مستقل يُسمى سيبالدوس (Sibbaldus)، إلا أن هذا التصنيف غير مقبول في أي مكان آخر. وقد أشار تحليل الحمض النووي المتسلسل للحوت الأزرق إلى أنه أقرب عرقياً لحوت ساي وحوت بريدي من أنواع الهركوليات الأخرى، وأقرب إلى الحوت السنامي والحوت الرمادي من حيتان المنك، ويُعتقد أنه إذا وُجدت أبحاث أخرى تؤكد هذه العلاقات فإنه سيكون من الضروري إعادة تصنيف الركوليات.
لقد وُجد في البرية ما لا يقل عن إحدى عشرة حالة موثقة من الحيتان الهجينة الناتجة عن تزاوج حيتان زرقاء مع حيتان زعنفية، وقد أشار بعض العلماء إلى أن القرابة الجينية بين الحيتان الزرقاء والحيتان الزعنفية هي كتلك القرابة التي بين الإنسان والغوريلا. إضافة إلى ذلك، فإن بعض الباحثين العاملين عند جزيرة فيجي ادّعوا أنهم التقطوا صوراً لهجين ناتج عن تزاوج حوت سنامي مع حوت أزرق.

### التسمية
إن أول من قام بوصف الحوت الأزرق وصفاً منشوراً هو الطبيب الإسكتلندي روبرت سيبالد سنة 1694، وذلك في كتابه «Phalainologia Nova»، ففي شهر سبتمبر سنة 1692 عثر روبرت سيبالد على حوت أزرق في مصب نهر فورث، وقد كان ذلك الحوت ذكراً طوله 24 متراً تقريباً (78 قدماً)، وكان لديه «صفائح سوداء صلبة» و«ثقبان كبيران يشبهان الأهرام في شكليهما».
اسم الحوت الأزرق العلمي مستمد من الكلمة اللاتينية مسكيولس (musculus) التي تعني «عضلة»، ولكن يمكن أن تكون أيضاً بمعنى «الفأر الصغير»، ولا بد أن كارل لينيوس الذي قام بتسمية هذا الحيوان في كتابه «نظام الطبيعة» سنة 1758، لا بد أنه كان يعرف هذا، وربما كان يقصد بهذه التسمية ذات المعنيين السخرية. لقد قام هرمان ملفيل بتسمية هذا الحوت باسم «كبريتي القاع» في روايته موبي ديك بسبب وجود بقعة لونها برتقالي بني أو أصفر على جزئه السفلي، وسببها هو وجود الطحالب التي تسمى دياتومات على جلده. وهناك أسماء شائعة أخرى للحوت الأزرق منها: ركولي سيبالد نسبة إلى الطبيب روبرت سيبالد الذي كان أول من وصف هذا الحوت، والحوت الأزرق الكبير والركولي الشمالي الكبير، إلا أن هذه الأسماء هُجرت ولم تعد مستعملة. أول استخدام معروف لمصطلح الحوت الأزرق كان في رواية موبي ديك، وقد ذكر المؤلف هرمان ملفيل هذا المصطلح مجازاً فقط ولم يجعله الاسم الخاص لهذا الحوت، وقد اشتق الاسم الإنجليزي «blue whale» من الكلمة النرويجية «blåhval» التي صاغها صياد الحيتان النرويجي سفيند فوين، وقد تبنى العالم النرويجي جورج أوشيان سارس هذا الاسم ليصير الاسم النرويجي الشائع للحوت الأزرق، وذلك سنة 1874.
يُقسّم العُلماء الحوت الأزرق إلى خمس سلالات وهي: ب. م. مَسكيولَس (B. m. musculus) وهو الحوت الأزرق الشمالي الذي يضم المجموعات التي تعيش في شمال المحيط الأطلسي وشمال المحيط الهادئ، وب. م. إنترميديا (B. m. intermedia) وهو الحوت الأزرق الجنوبي الذي يعيش في المحيط المتجمد الجنوبي، وب. م. بريفيكودا (B. m. brevicauda) وهو الحوت الأزرق القزم الذي يعيش في المحيط الهندي وجنوب المحيط الهادئ، والحوت الهندي الكبير ب. م. إينديكا (B. m. indica) الذي يعيش في شمال المحيط الهندي، والحوت الأزرق التشيلي ب. م. تشيلنسيس (B. m. chilensis) ، والذي تم تسميته علمياً في العام 2020 ، ويعيش قبالة سواحل تشيلي وجنوب شرق المحيط الهادي.

## الوصف

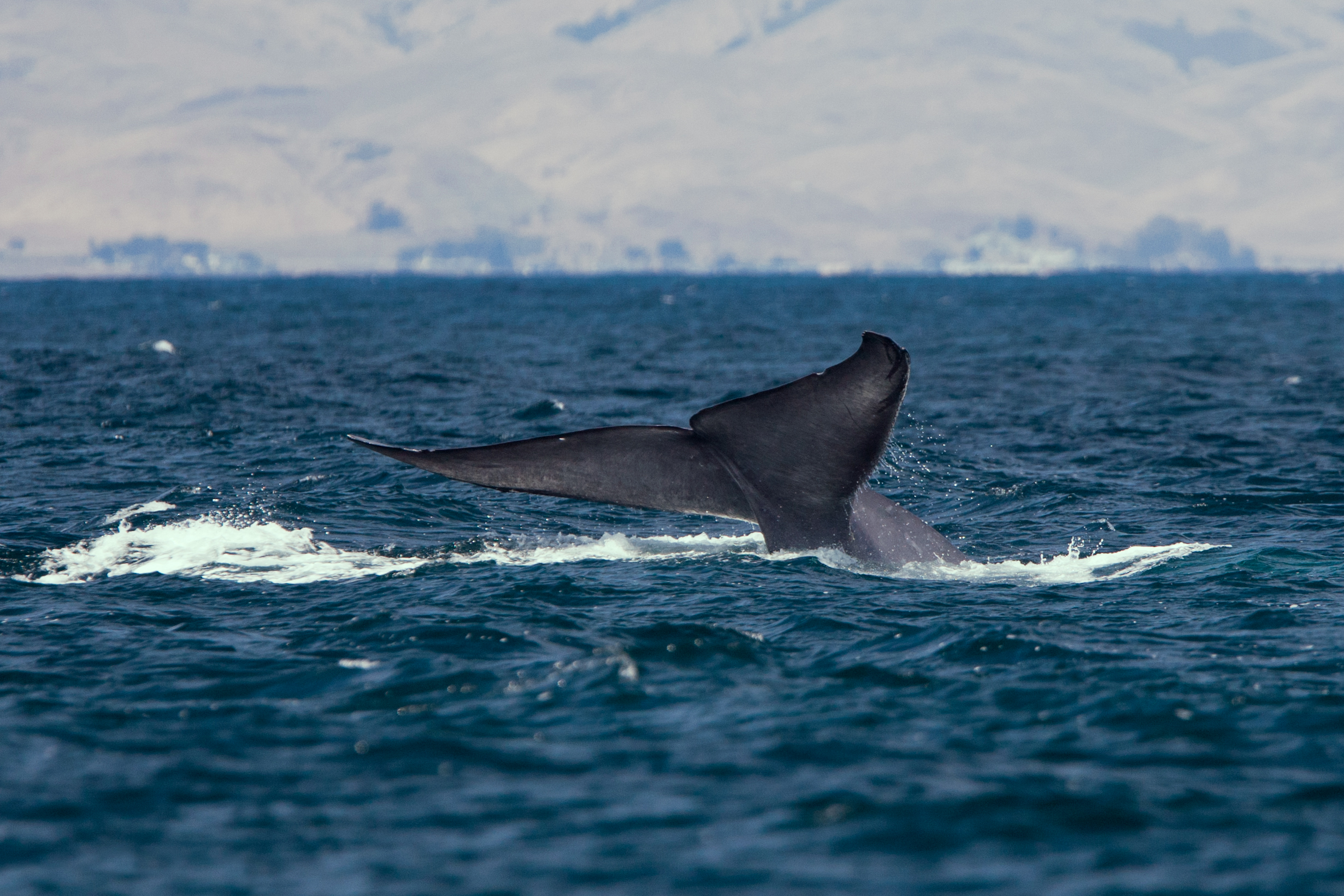
حوت أزرق يرفع ذيله فوق سطح الماء

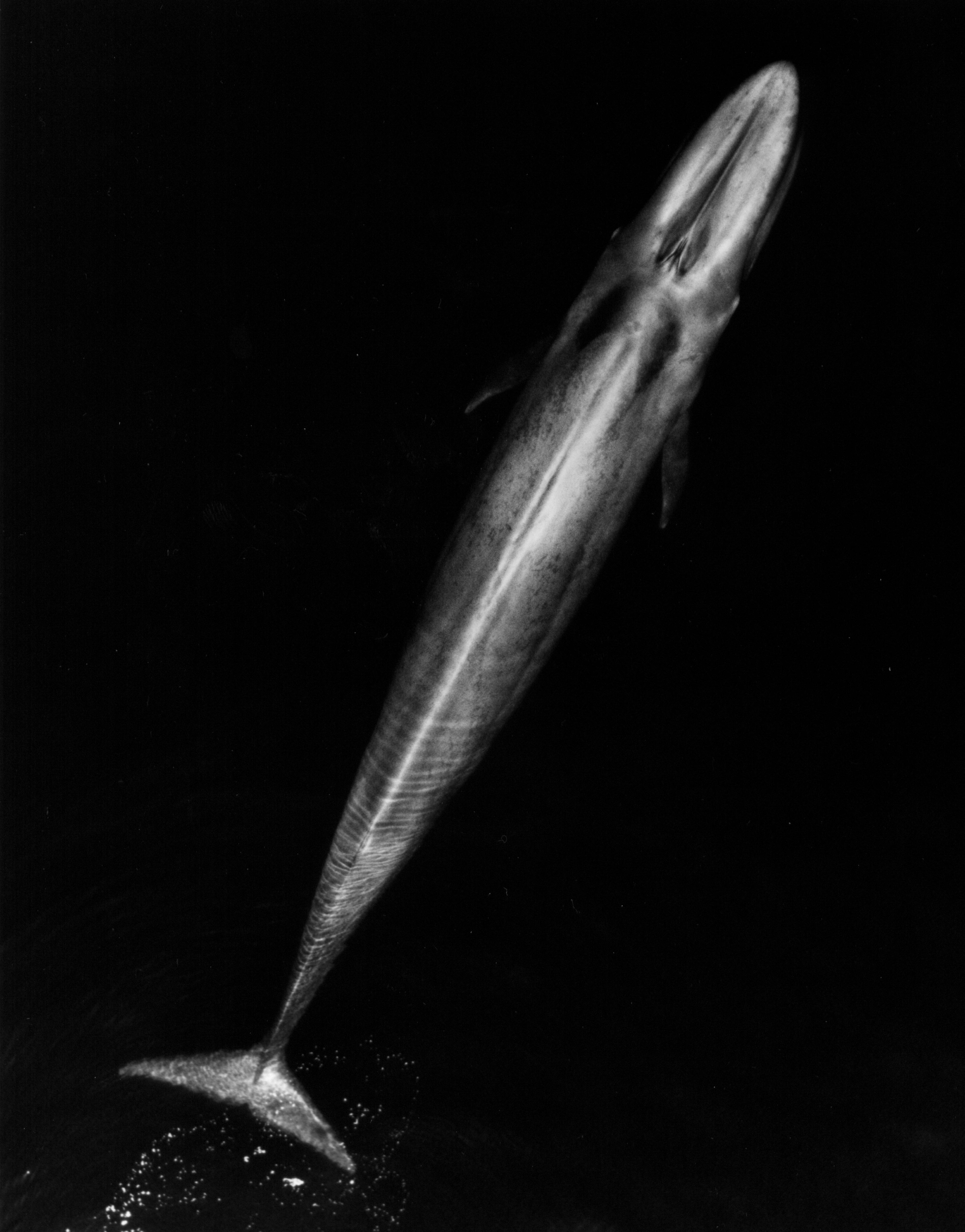
حوت أزرق بالغ

جسم الحوت الأزرق طويل مستدق الشكل، ويبدو متمدداً إذا ما قورن مع أجسام الحيتان الأخرى التي تكون ممتلئة الجسم. وأما رأسه فمسطح الشكل ويكون على شكل حرف U ويحتوي على سلسلة من النتوءات البارزة الممتدة من فتحة النفث إلى أعلى الشفة العليا. الجزء الأمامي من الفم سميك ويحتوي على صفائح بالينية يبلغ عددها 300 صفيحة تقريباً (صفيحة واحدة في كل متر تقريباً) تتدلى من الفك العلوي، وتتجه بمقدار نصف متر عائدة إلى الفم. وهناك تجاويف يتراوح عددها ما بين 70 و118 تجويفاً (وتسمى الطيات الجوفية) تنتشر في حلق الحوت بشكلٍ موازٍ لامتداد جسمه، وتساعد هذه الطيات في إخراج الماء من الفم بعد أن يتناول الحوت غذاءه.
زعنفة الحوت الأزرق الظهرية صغيرة، إذ يتراوح ارتفاعها ما بين 8 و70 سنتمتراً (3,1-28 إنشاً)، وارتفاعها في أغلب الحالات ما بين 20 و40 سنتمتراً (7,9-16 إنشاً)، أي أن متوسط ارتفاعها يبلغ حوالي 28 سنتمتراً (11 إنشاً)، وتكون هذه الزعنفة مرئية لفترة وجيزة فقط أثناء الغوص المتتالي، وهي تقع على امتداد ثلاثة أرباع الجسم طولياً، وتختلف في شكلها من فرد إلى آخر، إذ تمتلك بعض الحيتان قطعة صغيرة يصعب الإحساس بها أو لمسها، وأما بعضها الآخر فيمتلك زعنفة ظهرية بارزة منجلية الشكل. وعندما يخرج الحوت الأزرق إلى سطح الماء ليتنفس، فإنه يرفع كتفيه وفتحة نفثه خارج الماء إلى حد أكبر من غيره من الحيتان الكبيرة، مثل الحيتان الزعنفية وحيتان ساي، ويمكن أن يستخدم المراقبون هذه الصفة للتمييز بين الأنواع المختلفة في البحر، كما أن بعض الحيتان الزرقاء في شمال المحيط الأطلسي وشمال المحيط الهادئ ترفع أذيالها عند الغوص. عندما يتنفس الحوت الأزرق فإنه يقوم بنفث عمود من الماء بشكل رأسي مثير للدهشة يصل إلى ارتفاع 12 متراً (39 قدماً)، وعادةً 9 أمتار (30 قدماً)، وتبلغ سعة رئة الحوت 5,000 لتر، وهو يمتلك فتحتي نفث متماثلتين يحميهما جزء ضخم.

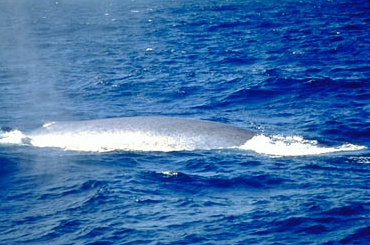
زعنفة الحوت الأزرق الظهرية الصغيرة (أقصى يسار الصورة)

يتراوح طول زعانف الحيتان الزرقاء ما بين 3 و4 أمتار (9,8 إلى 13 قدماً)، ويكون لون جانبيهما العلويين رمادياً مع حدود بيضاء رقيقة، والجانبان السفليان أبيضا اللون، وأما لون الرأس والذيل فهو اللون الرمادي الموحّد، وأما أجزاءه العلوية، وزعانفه أحياناً، فعادةً ما تكون مرقشة أو منقطة، ودرجة التنقيط تتفاوت تفاوتاً كبيراً من فرد إلى آخر، فعند بعضها يكون لون هذه الأجزاء رمادياً موحّداً، ولكنْ عند بعضها الآخر فإن هذه الأجزاء تحتوي على تباين كبير من الألوان: الأزرق الغامق والرمادي والأسود، كلها منقطة على نحو متقارب.

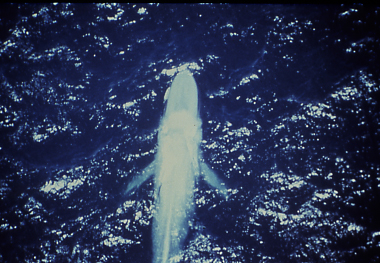
صورة جوية لحوت أزرق تظهر فيها كِلا زعنفتيه الصدريّتين

يمكن أن تصل سرعة الحيتان الزرقاء إلى 50 كيلومتراً في الساعة (31 ميلاً في الساعة) خلال الاندفاعات القصيرة التي تحدث عادة عندما تتفاعل مع حيتان أخرى، إلا أن سرعتها النموذجية أثناء السباحة تبلغ 20 كيلومتراً في الساعة (12 ميلاً في الساعة)، وأما أثناء الأكل فإنها تقلل سرعتها إلى 5 كيلومترات في الساعة (3.1 ميل في الساعة).
تعيش الحيتان الزرقاء غالباً وحدها أو مع فرد واحد آخر، ولا يُعرف كم تبقى الأزواج المسافرة مع بعضها البعض، وأما المواقع التي يوجد فيها تركيز عالٍ من المواد الغذائية، فإنه قد شوهد ما لا يقل عن 50 حوتاً أزرق منتشرةً في مساحة صغيرة كتلك، إلا أن الحيتان الزرقاء لا تشكّل مجموعات مترابطة كبيرة كتلك التي تُشاهد في الأنواع البالينية الأخرى.

### الحجم

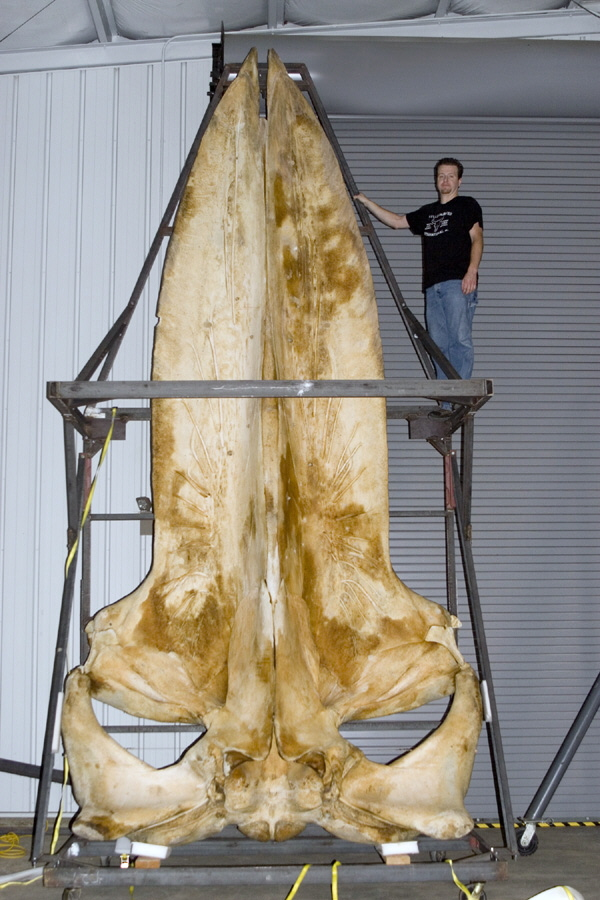
جمجمة حوت أزرق طولها 5,79 متر (19 قدماً) في المتحف الوطني للتاريخ الطبيعي

الحوت الأزرق هو أكبر حيوان معروف عاش على الأرض الآن وفي أي وقت مضى، وأما أكبر ديناصور معروف فهو الديناصور ارجنتينوسورس الذي عاش في الحقبة الوسطى، والذي يقدّر وزنه بما يقارب 90 طناً، أي أنه أصغر وزناً بكثير من الحيتان الزرقاء.
يصعب قياس وزن الحيتان الزرقاء بسبب حجمها، وكما هو الحال مع معظم الحيتان الكبيرة التي يستهدفها صيادو الحيتان، فإن ذكور الحيتان الزرقاء البالغة لم توزن كاملة قط، ولكنها تقطّع إلى قطع صغيرة أولاً يسهل التعامل معها، ولذلك فإن تلك التقديرات كانت أقل من الوزن الكلي الحقيقي للحوت، وذلك لأن الحوت يفقد بعض الدم والسوائل الأخرى إذا ما تم تقطيعه. تظهر الحيتان الزرقاء الموجودة في شمال المحيط الأطلسي والمحيط الهادئ أصغر حجماً في المتوسط من تلك الموجودة في المناطق القريبة من القطب الجنوبي، وقد سُجلت أوزان تتراوح ما بين 150 و170 طناً لحيتان يصل طولها إلى 27 متراً (89 قدماً)، وقد قام المختبر الوطني الأمريكي للثدييات البحرية (NMML) بتقدير وزن حوت طوله 30 متراً (98 قدماً) بما يزيد عن 180 طناً، وأما أكبر حوت أزرق قام علماء «NMML» بوزنه بشكل دقيق فهي أنثى بلغ وزنها 177 طناً.
هناك عدة ادعاءات حول أي الحيتان الزرقاء التي عُثر عليها هو الأكبر على الإطلاق، وقد جاءت معظم هذه الادعاءات عن حيتان زرقاء قُتلت في مياه القارة القطبية الجنوبية خلال النصف الأول من القرن العشرين، إلا أن الصيادين الذين جمعوا هذه المعلومات لم يكونوا على دراية جيدة في التقنيات المتبعة في قياس أحجام الحيوانات، ولكن المشهور هو أن أكبر الحيتان وزناً قد بلغ وزنه حوالي 190 طناً، وأما أطول الحيتان على الإطلاق فهما أنثيان اثنتان طولهما 33,6 متر (110 أقدام) و33.3 متر (109 أقدام)، إلا أن هذين القياسين ليسا دقيقين جداً، وأما أطول حوت قام علماء «NMML» بقياس طوله فقد بلغ طوله 29,9 متر (98 قدماً)، وكانت أنثى اصطادها صيادو حيتان يابانيون في المنطقة القطبية الجنوبية سنة 1946 أو 1947. وقد أكد الملازم كوينتين ر. والش من حرس السواحل الأمريكي الذي كان يعمل محققاً في عمليات صيد الحيتان، أكد وجود أنثى حوت زرقاء حامل بلغ طولها 30 متراً (98 قدماً) في المنطقة القطبية الجنوبية في موسم عامي 1937-1938. وأما أطول حوت عثر عليه في شمال المحيط الهادئ فقد بلغ طوله 27,1 متر (89 قدماً)، وكانت أنثى اصطادها صيادو حيتان يابانيون سنة 1959، وأما أطول حوت عثر عليه في شمال المحيط الأطلسي فقد كانت أنثى طولها 28,1 متر (92 قدماً)، وقد عُثر عليها في مضيق دافيس.
ونظراً لحجم الحيتان الزرقاء الكبير، فإن عدة أعضاء من أعضائها هي الأكبر بين أنواع المملكة الحيوانية كلها، فلسانه يزن حوالي 2,7 طن، وعندما يكون فمه مفتوحاً بشكل كامل فإنه يتسع لما يصل إلى 90 طناً من الغذاء والماء، ومع أن حجم فمه كبير جداً، إلا أن أبعاد حلقه لا تمكنه من ابتلاع شيء حجمه أكبر من كرة الشاطئ. ويبلغ وزن قلبه 600 كيلوغرام (1300 رطل) وهو أكبر قلب معروف عند أي حيوان، وأما شريانه الأورطي الصدري فإن طول قطره يبلغ حوالي 23 سنتمتراً (9,1 إنش). ويشرب عجل الحوت الأزرق خلال الأشهر السبعة الأولى من حياته حوالي 400 لتر من الحليب كل يوم، وتكتسب هذه العجول الوزن بسرعة كبيرة، إذ إنها تزداد 90 كيلوغراماً (200 رطل) تقريباً كل 24 ساعة، ويبلغ وزن الحوت عند الولادة 2700 كيلوغرام (6000 رطل) وهو الوزن نفسه لفرس النهر عندما يكون كامل النضج. وتمتلك الحيتان الزرقاء أدمغة صغيرة نسبياً، إذ يبلغ وزنها حوالي 6,92 كيلوغرام (15,26 رطل) فقط، أي ما نسبته 0,007% فقط من وزن جسمها، وأما قضيب ذكر الحوت الأزرق فهو الأكبر بين الكائنات الحية كلها.

### العمر الافتراضي
تعيش الحيتان الزرقاء حوالي 80-90 عامًا أو أكثر. ينظر العلماء إلى شمع أذن الحوت الأزرق أو سدادة أذنه لتقدير عمره. في كل عام توضع طبقة فاتحة وداكنة من الشمع تتوافق مع الصيام أثناء الهجرة ووقت التغذية. كل مجموعة هي بالتالي مؤشر على العمر. الحد الأقصى لعمر الحوت الأزرق الأقزام الذي حُدِّد بهذه الطريقة هو 73 عامًا. بالإضافة إلى ذلك، فإن إناث الحيتان الزرقاء تظهر عليها ندبات أو جسم أصفر على مبيضها في كل إباضة. في أنثى الحوت الأزرق القزم، يتشكل جسم أصفر واحد في المتوسط كل 2.6 سنة.

## السلوك

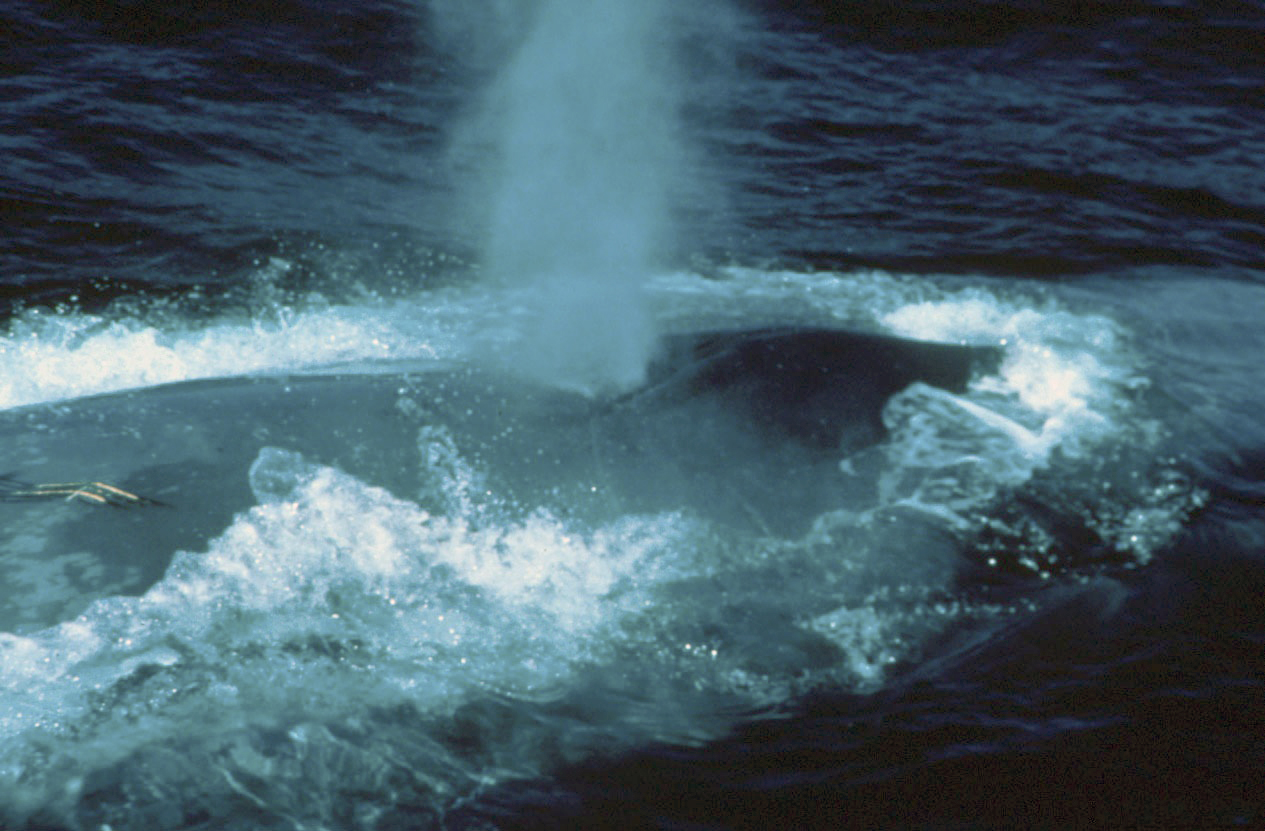
نفثة الحوت الأزرق

عادة ما يكون الحوت الأزرق انفراديًا ، ولكن يمكن العثور عليه في أزواج. عندما تكون الإنتاجية عالية بما يكفي ، يمكن رؤية الحيتان الزرقاء في تجمعات تضم أكثر من 50 فردًا. قد يذهب السكان في هجرات طويلة، ويسافرون إلى مناطق التغذية الصيفية الخاصة بهم نحو القطبين ثم يتجهون إلى مناطق تكاثرهم الشتوي في المياه الاستوائية. يبدو أن الحيوانات تستخدم الذاكرة لتحديد أفضل مناطق التغذية. هناك أدلة على استراتيجيات بديلة، مثل الإقامة على مدار العام، والجزئية (حيث يهاجر بعض الأفراد فقط) أو الهجرة على أساس العمر / الجنس. تم تسجيل بعض الحيتان تتغذى في مناطق التكاثر. تتراوح سرعة السفر للحيتان الزرقاء من 5 إلى 30 كيلومترًا في الساعة (3.1-18.6 ميل في الساعة).
كان أعظم عمق غوص تم الإبلاغ عنه من الحيتان الزرقاء المعلمة 315 مترًا (1033 قدمًا). قُدِّر الحد النظري للغوص الهوائي بـ 31.2 دقيقة، ومع ذلك، كانت أطول فترة غوص قِيسَت 15.2 دقيقة. كان أعمق غوص مؤكد من حوت أزرق قزم 510 أمتار (1660 قدمًا). يمكن أن ينخفض معدل ضربات قلب الحوت الأزرق إلى دقتين في الدقيقة (نبضة في الدقيقة) في الأعماق العميقة، ولكن عند الظهور، يمكن أن يرتفع إلى 37 نبضة في الدقيقة، وهو قريب من ذروة معدل ضربات القلب.

### الغذاء
تتغذى الحيتان الزرقاء بشكل حصري تقريباً على القشريات الصغيرة المعروفة باسم الإيفوزيات، ومع ذلك فإنها تتناول كميات قليلة من مجدافية الأرجل، وهي قشريات صغيرة تعيش في البحار والمياه العذبة. وتختلف أنواع العوالق الحيوانية التي تتغذى الحيتان الزرقاء عليها من محيط إلى محيط، ففي شمال المحيط الأطلسي فإن الأنواع التي تشكّل الغذاء المعتاد هي: «Meganyctiphanes norvegica» و«Thysanoessa raschii» و«Thysanoessa inermis» و«Thysanoessa longicaudata»، وأما في شمال المحيط الهادئ فإن الغذاء المعتاد هو: «Euphausia pacifica» و«Thysanoessa inermis» و«Thysanoessa longipes» و«Thysanoessa spinifera» و«Nyctiphanes symplex» و«Nematoscelis megalops»، وأما في نصف الأرض الجنوبي فإن الغذاء المعتاد هو: الكريل الرائع والكريل الكريستالي والكريل الفالنتيني والكريل الجنوبي (الليلي).
يتناول الحوت الأزرق البالغ ما يصل إلى 40 مليون كريل في اليوم الواحد، وتأكل الحيتان دائماً في المناطق التي تتواجد فيها التراكيز العُليا من الكريليات، وهي تأكل في بعض الأحيان ما يصل إلى 3,600 كيلوغرام (7,900 رطل) من الإيفوزيات في يوم واحد، وذلك لأن الحوت الأزرق البالغ يحتاج إلى طاقة يومية تزيد عن 1.5 مليار سعرة حرارية. تختلف عادات الحيتان الزرقاء الغذائية من موسم لآخر، فهي تكون شرهة جداً عندما تكون في المياه الغنية بالإيفوزيات في المنطقة القطبية الجنوبية قبل أن تهاجر إلى مناطق تكاثرها في المياه القريبة من خط الاستواء والتي تكون أكثر دفئاً وأقل غِناءً بالإيفوزيات، ويستطيع الحوت الأزرق أن يتناول من الطاقة ما يصل إلى تسعين ضعفاً من الطاقة التي يستهلكها، وهذا يسمح له أن يخزن احتياطاتٍ كبيرة من الطاقة.
تأكل الحيتان الزرقاء عادة على عمق يزيد عن 100 متر (330 قدماً) خلال النهار، وتأكل عن السطح خلال الليل فقط، وذلك بسبب حركة الإيفوزيات، وعادة ما تكون مدة غوصها عند التغذية عشر دقائق، إلا أن هذه المدة كثيراً ما تصل إلى عشرين دقيقة، وأما أطول مدة غوص سُجلت فهي 36 دقيقة. يأكل الحوت الأزرق بوساطة الاندفاع باتجاه مجموعات الإيفوزيات، مما يؤدي إلى دخول هذه الحيوانات بالإضافة إلى كميات كبيرة من الماء في فمه، ثم يقوم الضغط القادم من الكيس البطني واللسان بعصر الماء من بين صفائحه البالينية، وعندما يتفرغ فمه من الماء، فإنه يقوم بابتلاع الإيفوزيات المتبقية في فمه، والتي لم تتمكن من المرور من خلال الصفائح البالينية. ويستهلك الحوت الأزرق إضافة إلى الإيفوزيات: الأسماك الصغيرة والقشريات والحبّارات التي تعلق مع الإيفوزيات في صفائحه البالينية.

### دورة الحياة

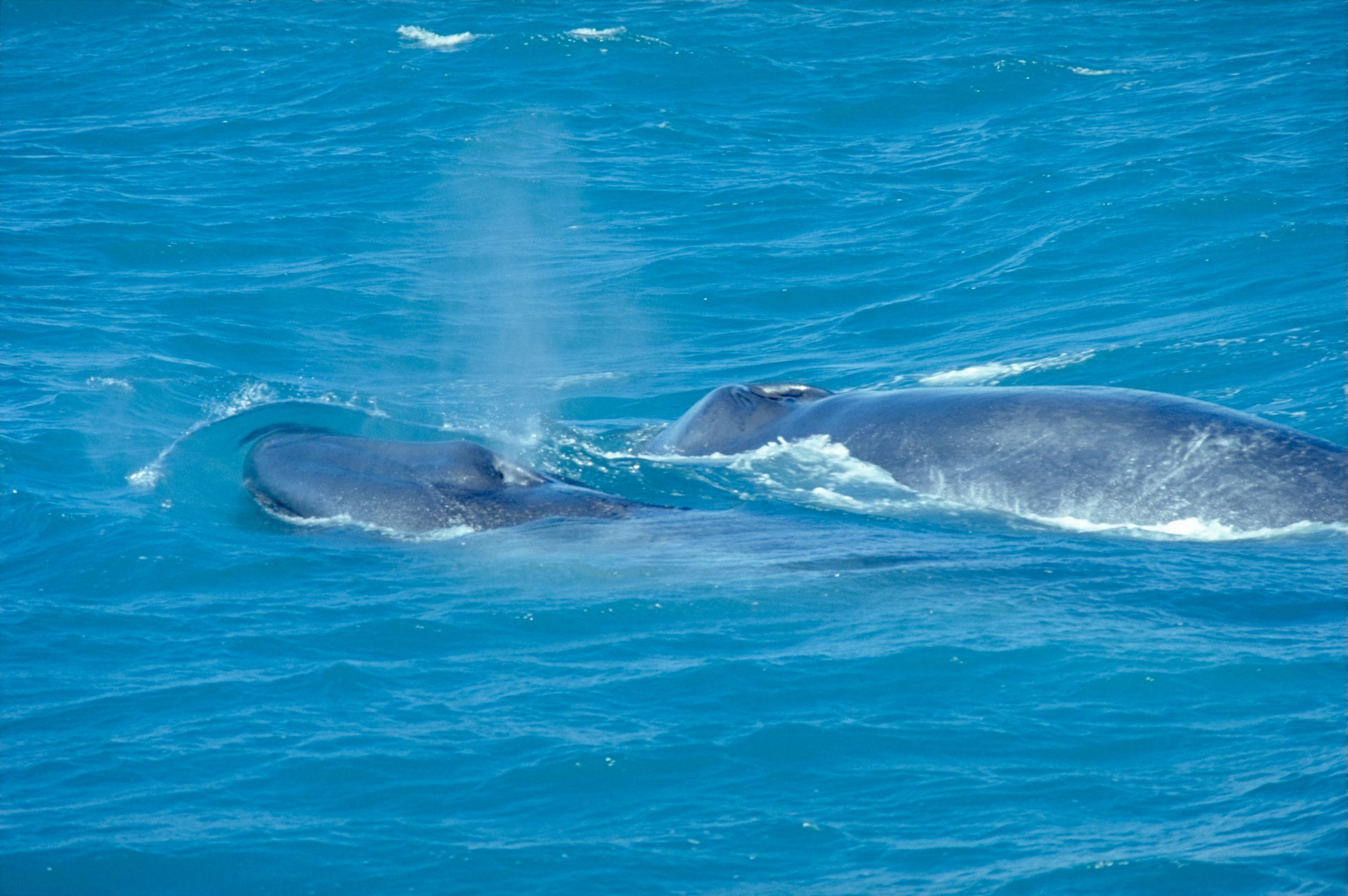
أنثى حوت أزرق مع صغيرها

تبدأ الحيتان الزرقاء بالتزاوج في أواخر فصل الخريف وتستمر حتى نهاية فصل الشتاء، ولا يُعرف الكثير عن عادات تزاوج هذه الحيتان. تلد الإناث عادةً مرة واحدة كل سنتين أو ثلاث سنوات، ويكون ذلك في بداية فصل الشتاء بعد فترة حمل تتراوح ما بين 10 و12 شهراً، ويكون وزن صغير الحوت (العجل) عند الولادة حوالي 2,5 طن وطوله حوالي 7 أمتار (23 قدماً)، وبعد الولادة يبدأ العجل بتناول كمية كبيرة من الحليب تتراوح ما بين 380 و570 لتراً في اليوم الواحد، ويحتوي حليب الحوت الأزرق على طاقة يصل مقدارها إلى 18,300 كيلوجول/كيلوغرام (4,370 كيلوسعرة/كيلوغرام)، ويبلغ العجل الفطام بعد ستة أشهر من ولادته، ويكون قد وصل طوله حينئذٍ إلى ضعفي ما كان عليه، ويصل الحوت الأزرق سن البلوغ عندما يكون عمره بين ثمان سنوات وعشر سنوات غالباً. تُظهر سجلات صيد الحيتان في نصف الأرض الشمالي أن متوسط طول ذكور الحيتان عند البلوغ الجنسي يبلغ 20-21 متراً (65,6-69 قدماً) ومتوسط طول الإناث 21-23 متراً (69-75 قدماً)، أما في نصف الأرض الجنوبي فإن طول الذكور يبلغ 22,6 متر (74 قدماً) والإناث 24 متراً (79 قدماً)، وأما بعد البلوغ فإن متوسط طول الذكور في نصف الأرض الشمالي يبلغ 24 متراً (79 قدماً) والإناث 25 متراً (82 قدماً)، وأما في نصف الأرض الجنوبي فإن متوسط طول الذكور يبلغ 25 متراً (82 قدماً) والإناث 26,5 متر (87 قدماً). وقد أظهرت دراسة تصويرية أجريت في شمال المحيط الهادئ أن متوسط طول الحيتان الزرقاء البالغة يبلغ 21,6 متر (71 قدماً)، وأن الحد الأقصى لطولها هو 24,4 متر (80 قدماً)، مع أنه قد عُثر على أنثى حوت أزرق بطول 26,5 متر (87 قدماً) على إحدى شواطئ كاليفورنيا سنة 1979.
يُقدّر العلماء فترة حياة الحيتان الزرقاء بثمانين عاماً على الأقل، ولكن بما أن الإحصاءات التي أجريت على الأفراد لا تعود إلى عصر صيد الحيتان فإن هذا التقدير لن يكون معروفاً بشكل قطعي لعدة سنوات، وقد بلغت أطول دراسة مسجلة على فرد واحد 34 عاماً، وكانت في شمال شرقي المحيط الهادئ. إن المفترس الطبيعي الوحيد لهذه الحيتان هو الحوت القاتل، إذ تشير بعض الدراسات إلى أن 25% من الحيتان الزرقاء البالغة تقريباً تملك ندباتٍ ناتجةً عن هجمات الحيتان القاتلة، وأما معدل الوفيات الناتجة عن تلك الهجمات فهو غير معروف.
تقوم بعض أنواع الحيتان بإلقاء أنفسها على اليابسة والشواطئ مما يؤدي إلى وفاتها بسبب التجفاف، ويعرف هذا السلوك باسم انتحار الحيتان، إلا أن هذا السلوك ليس شائعاً عند الحيتان الزرقاء إطلاقاً، وبسبب البنية الاجتماعية لهذا النوع من الحيتان فإن عمليات الانتحار الجماعي لم تُشاهد عندها قط، وعندما تقع ظاهرة انتحار الحيتان فإنها تصبح محور اهتمام العامة. في عام 1920، قام الناس بغسل حوت أزرق مستلقٍ على جزيرة لويس في اسكتلندا بالماء حتى لا يموت من التجفاف، إذ قام بعض صيادي الحيتان بإطلاق النار عليه ولكن حربة الصيد التي أطلقت عليه لم تنفجر، فبقي على قيد الحياة، وكما هو الحال مع الثدييات كلها فإن غريزة الحوت دفعته إلى الاستمرار بالتنفس مهما كلف الأمر، حتى وإن كان هذا يعني أن يلقي نفسه على الشاطئ لمنع نفسه من الغرق، وهو الأمر الذي قام الحوت بفعله. قام السكان بنصب عظمتين من عظام هذا الحوت قبالة إحدى الطرق الرئيسة في جزيرة لويس، وما زالت العظمتان نقطة لجذب السياح.

### الأصوات
أشارت دراسة أجريت عام 1971 إلى أن شدة الأصوات التي تصدرها الحيتان الزرقاء تتراوح ما بين 155 و188 ديسيبل عندما تقاس على ضغط يساوي مايكروباسكالاً واحداً على متر واحد. وتصدر جميع مجموعات الحيتان الزرقاء أصواتاً تتراوح تردداتها الأساسية ما بين 10 و40 هرتز، مع العلم أن تردد أدنى صوت يمكن للإنسان أن يسمعه هو 20 هرتز. وأما مدة نداءات الحيتان الزرقاء فتتراوح ما بين عشر ثوانٍ وثلاثين ثانية، وقد سُجلت أصوات لحيتان زرقاء قبالة سواحل سريلانكا تتكون من أربع نوتات موسيقية، مدة الواحدة منها تساوي دقيقتين تقريباً، وهي مشابهة بذلك لأصوات الحيتان السنامية المعروفة، وبما أن هذه الظاهرة لم تُشاهد عند أي مجموعة أخرى من الحيتان الزرقاء فإن الباحثين يعتقدون أنها قد تكون فريدة عند سلالة الحيتان القزمة فقط.
إن السببَ الحقيقي وراء إصدار الحيتان الزرقاء للأصوات غيرُ معروف، وقد أشارت دراسة أجريت عام 1995 إلى أن الأسباب المحتملة لذلك ستة، وهي:
1. المحافظة على المسافة بين الأفراد.
2. التمييز بين الأنواع المختلفة وبين الأفراد.
3. نقل المعلومات السياقية، مثل التغذية والتنبيه والتودد.
4. المحافظة على التنظيم الاجتماعي، مثل نداءات الاتصال بين الإناث والذكور.
5. تحديد مواقع المعالم الطبوغرافية.
6. تحديد مواقع الفرائس.

| الرقم | مكان التسجيل            | التسجيل |
| ----- | ----------------------- | ------- |
| 1     | المحيط الأطلسي          |         |
| 2     | المحيط الأطلسي          |         |
| 3     | المحيط الأطلسي          |         |
| 4     | شمال شرقي المحيط الهادئ |         |
| 5     | جنوب المحيط الهادئ      |         |
| 6     | غرب المحيط الهادئ       |         |

## صيد الحيتان

### زمن الصيد

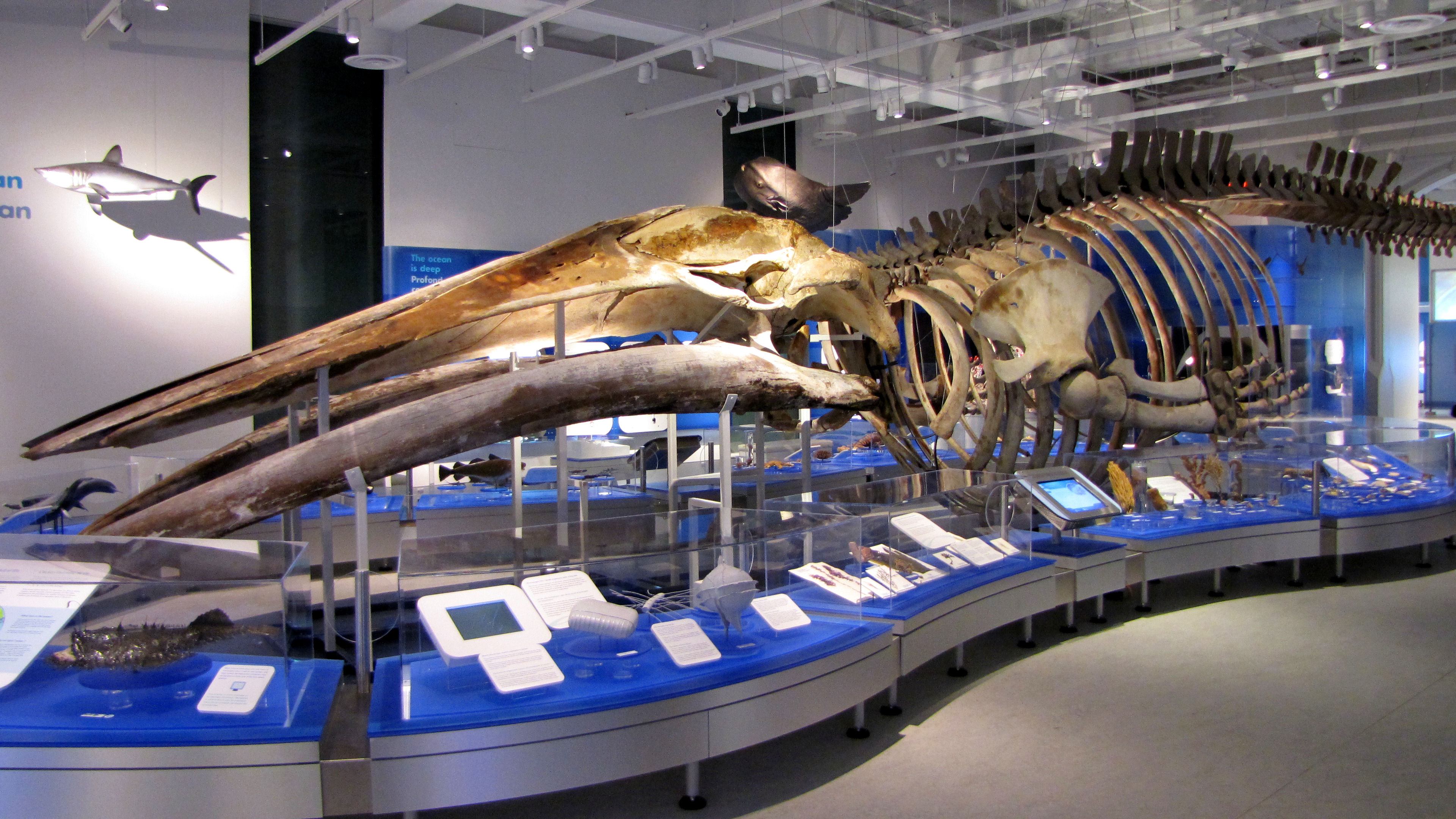
هيكل حوت أزرق عظمي في المتحف الكندي للطبيعة في مدينة أوتاوا بمقاطعة أونتاريو

ليس من السهل صيد الحيتان الزرقاء أو قتلها بسبب سرعتها وقوتها، ولذلك فإن صيادي الحيتان الأوائل نادراً ما كانوا يلاحقونها، بل كانوا يلاحقون حيتان العنبر والحيتان الصائبة بدلاً منها. وفي عام 1864، قام الصياد النرويجي سفيند فوين بتجهيز سفينة بخارية برماح لصيد الحيتان صُممت خصيصاً لاصطياد الحيتان الكبيرة، ومع أن تلك الرماح كانت مرهِقة وبطيئة في البداية وكانت نسبة نجاحها منخفضة، إلا أن سفيند فوين قد تمكن من تطوير بندقيات الرماح وإتقانها، وبعد وقت قصير، أنشئت عدة محطات لصيد الحيتان على ساحل فينمارك في شمال النرويج، ولكن بسبب الخلافات مع الصيادين المحليين، أغلقت آخر محطة لصيد الحيتان في فينمارك سنة 1904.
وبعد فترة قصيرة، صار صيادو الحيتان الزرقاء يصيدونها قبالة آيسلندا (1883) وجزر فارو (1894) ونيوفاوندلاند (1898) وسبيتسبيرجين (1903)، وفي عامي 1904 و1905 تم اصطياد الحيتان الزرقاء قبالة جورجيا الجنوبية لأول مرة. وبحلول عام 1925، كانت سفن المصانع قد طُورت وجرى استخدام سفن صيد الحيتان البخارية، مما أدى إلى زيادة صيد الحيتان الزرقاء والحيتان البالينية بشكل عام في المنطقة القطبية الجنوبية والمنطقة القريبة من القطب الجنوبي بشكل كبير، ففي موسم عامي 1930 و1931، اصطادت هذه السفن 29,400 حوت أزرق في المنطقة القطبية الجنوبية وحدها، وبحلول نهاية الحرب العالمية الثانية كان عدد الحيتان الزرقاء قد استنفد بشكل ملحوظ، وفي عام 1946، وُضع أول نظام لتقييد حصص التجارة الدولية في الحيتان، ولكنها كانت غير فعالة لعدم وجود تمايز بين أنواع الحيتان المختلفة، وكانت الأنواع النادرة تُصطاد بشكل متساوٍ لتلك التي توجد بأعداد وافرة نسبياً.
كان آرثر سي كلارك أول مفكر بارز يلفت الانتباه إلى المحنة التي يتعرض الحوت الأزرق لها، وذلك في كتابه «ملامح المستقبل» (بالإنجليزية: Profiles of the Future) الذي صدر عام 1962، فقد ذكر فيه دماغ الحيتان الزرقاء الكبير وقال: «نحن لا نعرف الطبيعة الحقيقية لهذا الكائن الذي نقوم بتدميره».
قامت اللجنة الدولية لصيد الحيتان بحظر صيد الحيتان الزرقاء في عام 1966، كما توقف صيد الاتحاد السوفيتي غير المشروع للحيتان في السبعينيات من القرن العشرين، وكان عدد الحيتان الزرقاء التي اصطيدت بذلك الوقت 330,000 حوت في المنطقة القطبية الجنوبية، و33,000 في سائر نصف الأرض الجنوبي، و8,200 في شمال المحيط الهادئ، و7,000 في شمال المحيط الأطلسي. وانخفض عدد الحيتان الزرقاء في التجمع الأكبر لها، أي في المنطقة القطبية الجنوبية بشكل كبير، إذ انخفض إلى 0.15% من عددها الأصلي.

### الوضع الحالي

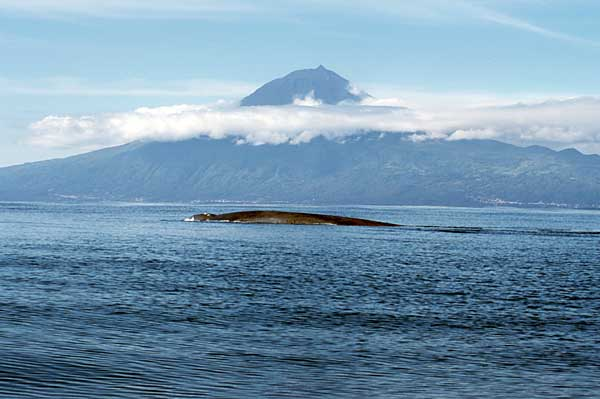
حوت أزرق قرب جزر الأزور

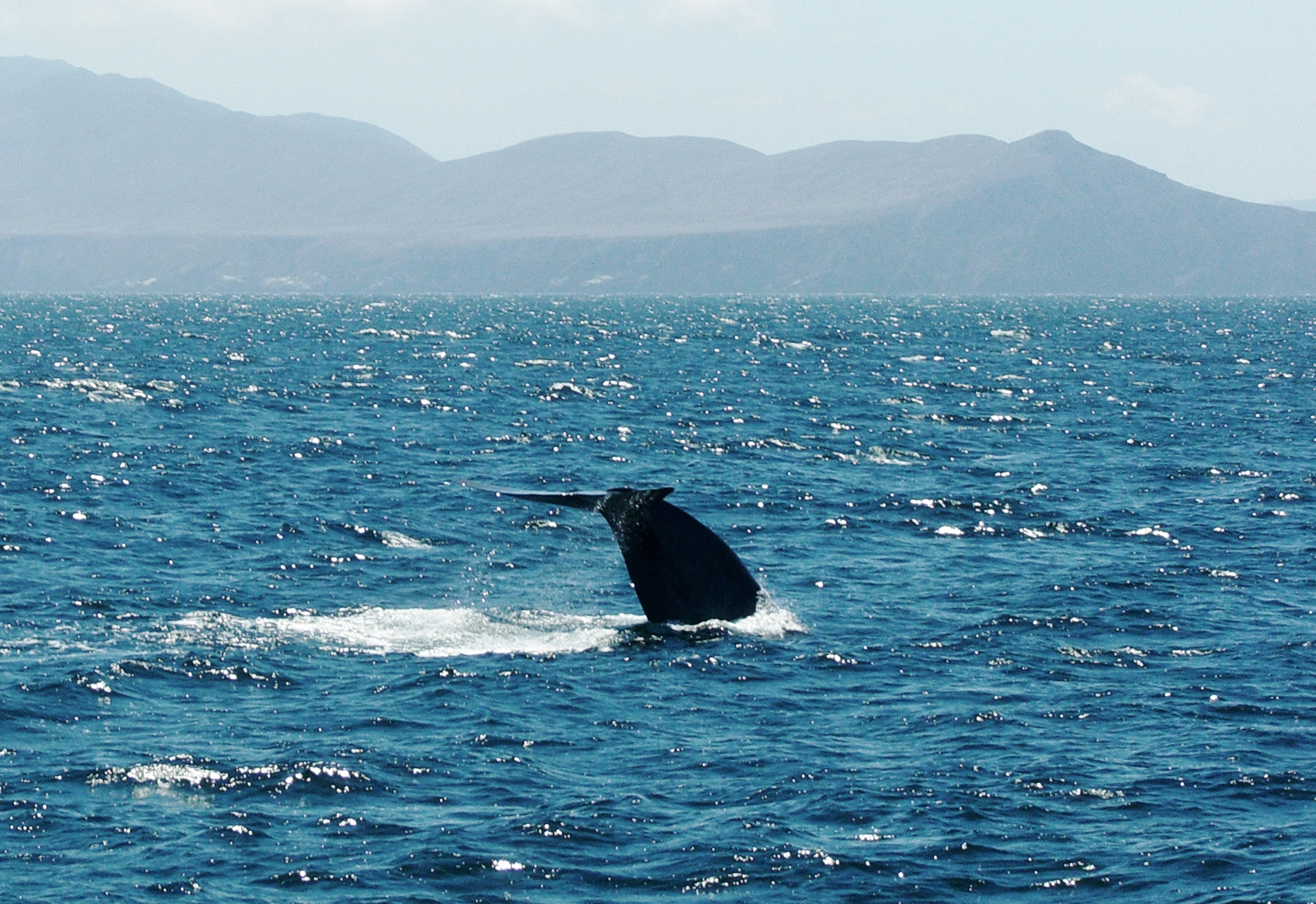
ذيل حوت أزرق فوق الماء، وتظهر في الخلف جزر القناة في كاليفورنيا

منذ بدء حظر صيد الحيتان، فشلت الدراسات في معرفة ما إذا كانت أعداد الحيتان الزرقاء عالمياً في تزايد أم في استقرار، ففي المنطقة القطبية الجنوبية تُظهر أحسنُ التقديرات أن هناك زيادة كبيرة نسبتها 7.3% سنوياً منذ انتهاء صيد الحيتان السوفيتي غير القانوني، ومع ذلك فإن عددها لا يزال أقل من 1% من تعدادها الأصلي. كما يُعتقد أيضاً أن أعداد الحيتان الزرقاء قرب آيسلندا وكاليفورنيا في تزايد، إلا أن هذا التزايد ليس كبيراً من الناحية الإحصائية. وقد قُدّر عدد الحيتان الزرقاء في جميع أنحاء العالم بما يتراوح بين 5.000 و 12.000 سنة 2002، إلا أن هذا التقدير ليس مؤكداً جداً.
تصنف القائمة الحمراء للأنواع المهددة بالانقراض الحوت الأزرق ضمن الحيوانات المهددة بالانقراض، ولم يتغير هذا التصنيف منذ ابتداء عمل هذه القائمة. وتصنف خدمة المصائد البحرية الوطنية في الولايات المتحدة الأمريكية الحيتان الزقاء على أنها مهددة بالانقراض بموجب قانون الأنواع المهددة بالانقراض. ويتكون أكبر تركيز معروف للحيتان الزرقاء من حوالي 2.800 فرد، ويوجد في شمال شرقي المحيط الهادئ، ويتكون من سلالة ب. م. مَسكيولَس التي تنتشر من ألاسكا إلى كوستاريكا، ولكنها غالباً ما تُشاهد من ولاية كاليفورنيا في الصيف، ونادراً ما تزور هذه المجموعة من الحيتان شمال غربي المحيط الهادئ بين شبه جزيرة كامشاتكا والطرف الشمالي من اليابان.
توجد مجموعتان مميزتان من سلالة ب. م. مَسكيولَس في شمال المحيط الأطلسي، إذ توجد المجموعة الأولى قبالة جرينلاند ونيوفاوندلاند ونوفا سكوشا وخليج سانت لورنس، ويُقدر عدد هذه المجموعة بحوالي 500 فرد. وأما المجموعة الثانية فهي توجد شرقاً من ذلك، وقد رصدت بالقرب من جزر الأزور في فصل الربيع وآيسلندا في شهري يوليو وأغسطس، ومن المفترض أن الحيتان تسير على أعراف منتصف الأطلسي بين تلك الجزيرتين البركانيتين. كما رصدت الحيتان الزرقاء في مناطق أبعد من آيسلندا، فقد شوهدت في الشمال الأقصى حتى سبيتسبيرجين ويان ماين، وإن كانت تلك المُشاهدات نادرة، ولا يَعرف العلماء أين تقضي هذه الحيتان شتاءها. يُقدّر عدد الحيتان الزرقاء الإجمالي في شمال المحيط الأطلسي بما بين 600 و1.500 فرد.

### تهديدات أخرى غير الصيد
التغير المناخي وتلوث المحيطات

## وصلات خارجية
- الحوت الأزرق - مدونة الحياة البرية.
- صور ومقاطع فيديو عن الحوت الأزرق - موقع أركيف (بالإنجليزية).
- الحيتان الكبيرة: الحوت الأزرق - موقع بي بي سي (بالإنجليزية).
- حقائق مذهلة عن الحوت الأزرق - عالم الإبداع.
- الحوت الأزرق - شبكة تنوع الحيوانات (بالإنجليزية).
- الحوت الأزرق - موقع القائمة الحمراء للأنواع المهددة بالانقراض (بالإنجليزية).